# Arsenal Football Club 2004-2005
Questa voce raccoglie le informazioni riguardanti l'Arsenal nelle competizioni ufficiali della stagione 2004-2005.

## Organico

### Rosa
| N. |                        | Ruolo | Calciatore                    |
| -- | ---------------------- | ----- | ----------------------------- |
| 1  | Germania (bandiera)    | P     | Jens Lehmann                  |
| 3  | Inghilterra (bandiera) | D     | Ashley Cole                   |
| 4  | Francia (bandiera)     | C     | Patrick Vieira (capitano)     |
| 7  | Francia (bandiera)     | C     | Robert Pirès                  |
| 8  | Svezia (bandiera)      | C     | Fredrik Ljungberg             |
| 9  | Spagna (bandiera)      | A     | José Antonio Reyes            |
| 10 | Paesi Bassi (bandiera) | A     | Dennis Bergkamp               |
| 11 | Paesi Bassi (bandiera) | A     | Robin van Persie              |
| 12 | Camerun (bandiera)     | D     | Lauren                        |
| 14 | Francia (bandiera)     | A     | Thierry Henry (vice-capitano) |
| 15 | Spagna (bandiera)      | C     | Cesc Fàbregas                 |
| 16 | Francia (bandiera)     | C     | Mathieu Flamini               |
| 17 | Brasile (bandiera)     | C     | Edu                           |
| 18 | Francia (bandiera)     | D     | Pascal Cygan                  |

| N. |                              | Ruolo | Calciatore          |
| -- | ---------------------------- | ----- | ------------------- |
| 19 | Brasile (bandiera)           | C     | Gilberto Silva      |
| 20 | Svizzera (bandiera)          | D     | Philippe Senderos   |
| 22 | Francia (bandiera)           | D     | Gaël Clichy         |
| 23 | Inghilterra (bandiera)       | D     | Sol Campbell        |
| 24 | Spagna (bandiera)            | P     | Manuel Almunia      |
| 27 | Costa d'Avorio (bandiera)    | D     | Emmanuel Eboué      |
| 28 | Costa d'Avorio (bandiera)    | D     | Kolo Touré          |
| 30 | Francia (bandiera)           | A     | Jérémie Aliadière   |
| 31 | Trinidad e Tobago (bandiera) | D     | Justin Hoyte        |
| 34 | Irlanda (bandiera)           | C     | Patrick Cregg       |
| 35 | Svizzera (bandiera)          | D     | Johan Djourou       |
| 39 | Svezia (bandiera)            | C     | Sebastian Larsson   |
| 42 | Ghana (bandiera)             | A     | Quincy Owusu-Abeyie |
| 46 | Stati Uniti (bandiera)       | A     | Daniel Karbassiyoon |